# Nik Bärtsch
Pour les articles homonymes, voir Bartsch.
Nik Bärtsch est un compositeur, pianiste, producteur de musique, chef d'orchestre et auteur-compositeur-interprète suisse né le 3 août 1971 à Zurich,,.

## Biographie
Bärtsch commence à étudier le piano à 8 ans.
Il a été très tôt un fan et un collectionneur de bandes dessinées. C'est surtout le style classique du dessinateur belge de Tintin Hergé, la Ligne Claire, qui l'a fortement influencé. Ce style, qui consiste à dessiner un motif en quelques traits et avec un certain élan, l'aurait plus aidé que l'étude des grands modèles musicaux.
Son affinité avec la musique rythmique remonte à son enfance. Il a ainsi d'abord appris la batterie, puis le piano. Dès son plus jeune âge, il a fait la connaissance de Kaspar Rast, avec qui il joue encore aujourd'hui. Dès l'âge de 14 ans, il a été fasciné par l'énergie et la musique du film Ran du légendaire réalisateur japonais Akira Kurosawa. Depuis, il s'intéresse de près à la culture japonaise.
À 18 ans, sa mère l'a initié à la méditation zen et lui a offert le livre Esprit zen, esprit neuf du maître zen Shunryu Suzuki. Ce livre a été pour lui une source d'inspiration importante. L'idée d'un "esprit débutant" ouvert, curieux et modeste a marqué sa vie.
Avant ses études au conservatoire, il a suivi pendant 5 ans (1986-1991) l'enseignement de Boris Mersson (1921-2013). En 1997, il sort diplômé du conservatoire de Zurich,. 
A partir de 1993, il a collaboré avec les musiciens et compositeurs schweitzerois Daniel Mouthon et Philipp Schaufelberger, et à partir de 1996, il a joué dans le Gershwin Piano Quartet fondé par le pianiste suisse André Desponds (* 1958). En 1997, il part en tournée avec Harald Haerter. La même année, il a fondé l'Ensemble Mobile avec Mats Eser (Nicolas Stocker depuis 2013), Kaspar Rast et Sha. Entre 1989 et 2001, il étudie la philosophie, la linguistique et la musicologie à l'université de Zurich. 
En 2001, Bärtsch est parti en tournée avec un projet solo ; depuis la même année, il joue dans son "quartet zenfunk" Ronin (avec Sha, Kaspar Rast, Björn Meyer, 2011-2020 Thomy Jordi, depuis 2020 Jeremias Keller), qui s'est parfois élargi en quintette avec Andi Pupato (2002-2012) et avec lequel il s'est produit dans de nombreux festivals internationaux tels que le North Sea Jazz Festival, le Portland Jazzfestival, le London Jazz Festival et le Jazzfest Berlin. Le nom du groupe fait référence au terme utilisé pour désigner les samouraïs sans maître, Rōnin.
Depuis 2005, il est sous contrat avec le label ECM Records, où est sorti un premier album en 2006, Stoa. En 2006, il a fondé son propre label, Ronin Rhythm Records.
Bärtsch est membre fondateur et copropriétaire du Club Exil à Zurich (depuis 2009). Avec Judd Greenstein et Etienne Abelin, il est le directeur artistique du festival Apples & Olives à Zurich (depuis 2014).
Bärtsch est/était professeur invité entre autres à la Haute école de musique de Winterthur, à la Haute école des arts de Zurich, à l'école de jazz de Lucerne, à la Haute école de Stuttgart et au Trinity Laban à Londres.
En 2003/2004, il part 6 mois au Japon. Bärtsch vit avec sa femme, docteur en biologie, thérapeute en shiatsu et professeur d'aïkido, et ses trois filles à Zurich, où il joue tous les lundis dans le Club "Exil"à Zurich.[pas clair].

## Aspects musicaux
La répétition et le changement sont des motifs centraux dans la musique et les performances de Nik Bärtsch.
Le travail de Nik Bärtsch est à l'intersection de la musique contemporaine, du jazz, et se nourrit d'influences venues du funk. L'utilisation de la répétition, ainsi que de structures à base d'entrelacement d'éléments dans sa musique  laisse entrevoir l'influence de la musique minimaliste, et en particulier de Steve Reich. Bärtsch est aussi influencé par la philosophie orientale et les ostinato de James Brown. Il s'est aussi intéressé de près aux travaux des compositeurs américains John Cage et Morton Feldman.

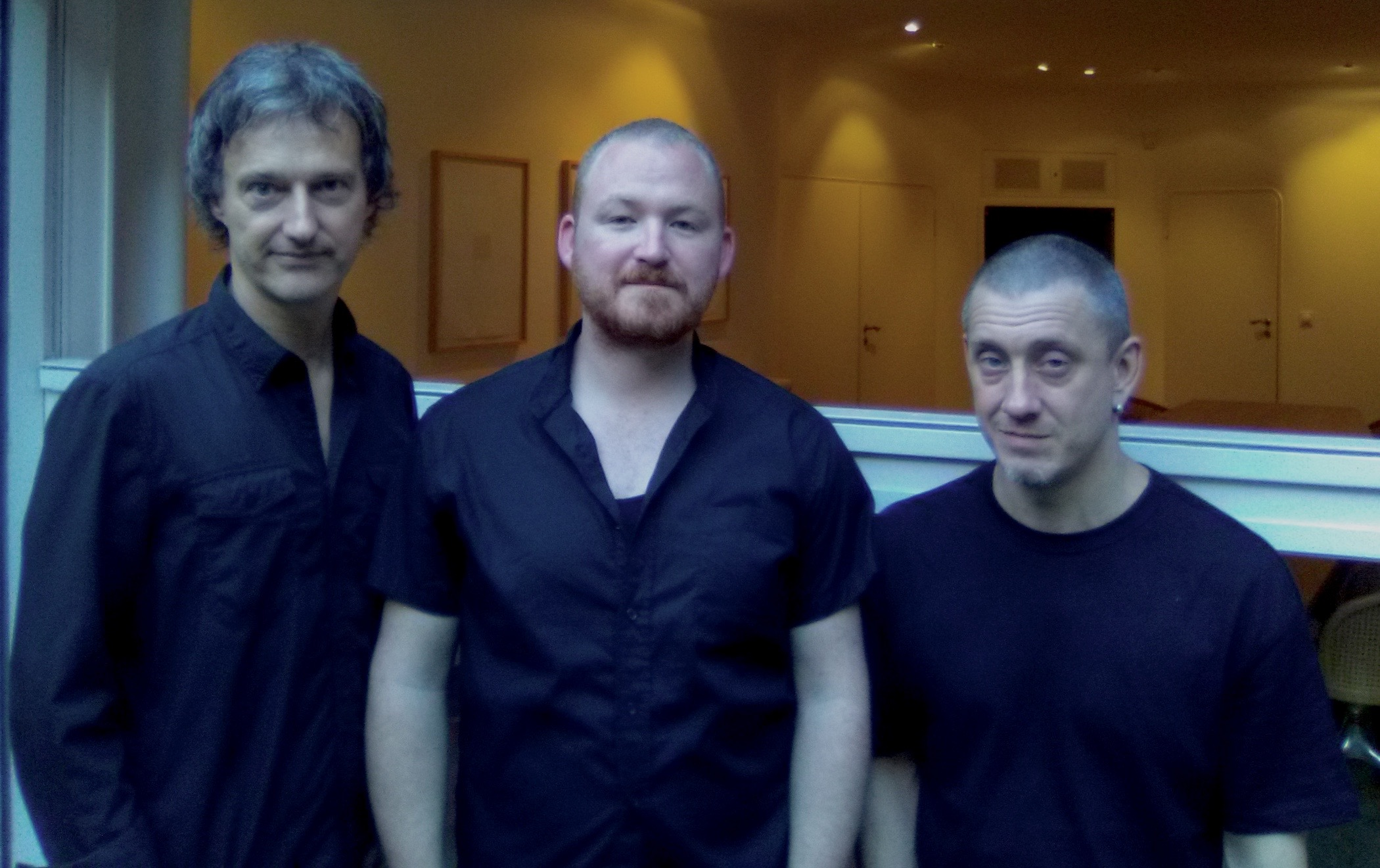
Ronin (Thomy Jordi, Sha, Kaspar Rast) 2016

Bärtsch est fasciné par la culture zen japonaise. Son attitude musicale est également influencée, entre autres, par son intérêt pour l'art martial japonais (Aikido) et le zen. C'est sa pratique zen de l'attention qui ne se perd pas dans la multitude, mais réduit la multitude autant que possible et se concentre sur l'essentiel.
Nik Bärtsch note à propos de sa musique qu'il essaie de « se laisser aller, de trouver un flow dans le morceau ; de surmonter l'envie de forcer la musique et de trouver ainsi un niveau de liberté plus élevé en accord avec la forme de l'œuvre ».

## Influences et style
En dépit de la diversité de ses influences, cette musique révèle toujours sa propre signature. Bien que des éléments issus des univers musicaux les plus divers y aient trouvé leur place - du funk et du jazz à la nouvelle musique classique et aux sons de la musique rituelle japonaise - ces formes ne sont pas superposées ou citées de manière postmoderne, mais fusionnent pour former un nouveau style. Le résultat est une musique qui groove, très différenciée sur le plan sonore et rythmique, composée de quelques phrases et motifs, qui sont combinés et superposés encore et encore de manière nouvelle et variée.
Nik Bärtsch travaille en parallèle sur plusieurs projets: en solo, avec son groupe de « zen funk » Ronin, et avec le groupe acoustique Mobile .
En solo, il joue ses propres compositions sur piano préparé et percussions. La musique de son groupe Ronin, qu'il appelle le « zen-funk » est plus inspirée par le jazz et le funk. Le groupe est composé de Kaspar Rast, Björn Meyer (à partir de 2011 Thomy Jordi), Andi Pupato (de 2002 à 2012) et Sha. Il y construit des rythmiques complexes à partir d'entralecement de rythmes pairs et impairs.

### Module
Un principe de composition important de Nik Bärtsch est le module. Pour Nik Bärtsch, un "module" est une forme de composition spécifique qu'il numérote et utilise comme cadre musical. Ces modules sont de petits thèmes ou structures rythmiques qui peuvent être adaptés de manière flexible à l'environnement instrumental. Ils sont caractéristiques de son travail, tant en tant que soliste qu'au sein d'ensembles tels que Ronin et Mobile. Dans ses compositions, des éléments de jazz, de funk, de minimalisme et de musique rituelle se combinent pour créer un univers sonore unique. Un module est une unité composée et combinable. Bärtsch appelle presque tous ses morceaux "modules" et les numérote dans l'ordre de leur création. Bärtsch compare également ses modules à "un entraînement de base dans les arts martiaux, qui peut être adapté à toutes les situations possibles". Ces modules peuvent être variés ou complétés par des improvisations. Les modules sont des unités indépendantes qui font en même temps partie d'un ensemble plus grand (holon) et dont la composition et la forme sont souvent variables. Le terme holon a été inventé par Arthur Koestler et signifie un ensemble qui fait partie d'un autre ensemble.

## Prix et distinctions
Lors du concours européen de jazz des Leverkusen Jazztage en 1995, Bärtsch a atteint la finale avec le groupe Groove Cooperative de Menico Ferrari. En 1999 et 2002, il a reçu le prix de promotion de la Fondation culturelle UBS. En 2002, il a été gratifié du Werkjahr de la ville de Zurich. En 2004, il a reçu le prix de la culture de la municipalité de Zollikon (prix de reconnaissance). En 2007, il a reçu une commande de composition de Pro Helvetia pour un programme de musique et de danse avec Hideto Heshiki. Bärtsch a été en même temps soutenu par Pro Helvetia dans le cadre de l'encouragement prioritaire du jazz 2007-2009. En 2015, il a été nommé pour le prix suisse de la musique de l'Office fédéral de la culture. En 2016, il a remporté la catégorie Rising Stars Keyboards du magazine DownBeat. En 2019, il a reçu le Prix artistique de la ville de Zurich. En 2021, il remporte pour la deuxième fois un prix du magazine DownBeat, cette fois dans le cadre des Critics Poll dans la catégorie Rising star piano. Ces récompenses comptent parmi les prix les plus importants du monde du jazz.

## Discographie
| Année d'admission | Titre                         | Label                | Groupe | Musicien |
| ----------------- | ----------------------------- | -------------------- | ------ | --- |
| 2001              | Ritual Groove Music (en)      | Ronin Rhythm Records | Mobile | Nik Bärtsch, Don Li, Mats Eser, Kaspar Rast                                                                                                 |
| 2002              | Randori (en)                  | Ronin Rhythm Records | Ronin  | Nik Bärtsch, Björn Meyer, Kaspar Rast, Andy Pupato                                                                                          |
| 2002              | Hishiryo (en)                 | Ronin Rhythm Records | Solo   | Nik Bärtsch |
| 2003              | Live (en)                     | Ronin Rhythm Records | Ronin  | Nik Bärtsch, Björn Meyer, Kaspar Rast, Andy Pupato                                                                                          |
| 2004              | Rea (en)                      | Ronin Rhythm Records | Ronin  | Nik Bärtsch, Björn Meyer, Kaspar Rast, Andy, Pupato und Gäste Sha, Thomy Geiger, Michael Gassmann                                           |
| 2004              | Aer (en)                      | Ronin Rhythm Records | Mobile | Nik Bärtsch, Sha, Kaspar Rast, Mats Eser |
| 2006              | Stoa (en)                     | ECM                  | Ronin  | Nik Bärtsch, Sha, Björn Meyer, Kaspar Rast, Andy Pupato                                                                                     |
| 2008              | Holon (en)                    | ECM                  | Ronin  | Nik Bärtsch, Sha, Björn Meyer, Kaspar Rast, Andy Pupato                                                                                     |
| 2010              | Llyria (en)                   | ECM                  | Ronin  | Nik Bärtsch, Sha, Björn Meyer, Kaspar Rast, Andy Pupato                                                                                     |
| 2012              | Nik Bärtsch's Ronin Live (en) | ECM                  | Ronin  | Nik Bärtsch, Sha, Björn Meyer, Kaspar Rast, Andy Pupato, Thomy Jordi                                                                        |
| 2016              | Continuum (en)                | ECM                  | Mobile | Nik Bärtsch, Sha, Rast, Nicolas Stocker, String quintet mit Etienne Abelin, Ola Sendecka, David Schnee, Ambrosius Huber, Solme Hong (Celli) |
| 2018              | Awase (en)                    | ECM                  | Ronin  | Nik Bärtsch, Sha, Thomy Jordi, Kaspar Rast                                                                                                  |
| 2021              | Entendre                      | ECM                  | Solo   | Nik Bärtsch |
| 2024              | Spin                          | Ronin Rhythm Records | Ronin  | Nik Bärtsch, Sha, Kaspar Rast, Jeremias Keller                                                                                              |